# Steven Wright (morderca)
Steven Gerald James Wright (ur. 24 kwietnia 1958 w Norfolk) – angielski seryjny morderca zwany Suffolk Strangler (pl: Dusiciel z Suffolk). Od października do grudnia 2006 roku zgwałcił i zamordował w okolicach miasta Ipswich 5 prostytutek.

## Życiorys
Steven urodził się w 1958 roku i był jednym z czworga dzieci żołnierza żandarmerii wojskowej i lekarki weterynarii. Gdy ojciec Steve’a odbywał służbę, rodzina przebywała na Malcie lub w Singapurze. W 1960 rodzice Steve’a rozwiedli się i oboje wstąpili w nowe związki małżeńskie. Po rozwodzie Steven zamieszkał ze swoim ojcem, który spłodził dwójkę dzieci z drugą żoną.
W 1974 Steven skończył szkołę i wkrótce potem dołączył do pracowników floty handlowej jako szef kuchni na promach wypływających z Felixstowe. W 1979 roku wziął ślub, a cztery lata później urodził mu się syn Michael. Para rozwiodła się w 1987 roku. Po rozwodzie Steven pracował kolejno jako: steward na statku QE2, kierowca ciężarówki i barman. W 1992 roku ponownie został ojcem z inną kobietą. Niedługo potem stracił posadę barmana przez swój nałogowy hazard i kradzież 80 funtów. Przez całe lata 90 zgromadził ogromne długi, przez które usiłował dwa razy popełnić samobójstwo.

## Zbrodnie
W 2001 roku Steven poznał kobietę, z którą w 2004 roku przeprowadził się do Ipswich. W ostatnich miesiącach 2006 roku w okolicach tego miasta Wright brutalnie zgwałcił i udusił pięć prostytutek. Gdy znaleziono dwie ostatnie ofiary w całym Suffolk rozpoczęła się obława na mordercę. O wszystkim poinformowano media. Wiadomość rozpętała panikę nie tylko w środowisku prostytutek, ale też wśród innych mieszkańców Ipswich. Steven został zatrzymany 19 grudnia 2006 około godziny 5 rano. Następnego dnia policja podała do publicznych wiadomości, że niejaki Steven Wright przyznał się do wszystkich pięciu morderstw.

## Proces
Proces Stevena Wrighta rozpoczął się 14 stycznia 2008 roku. W czasie procesu Steven przyznał się do wszelkich zarzucanych mu czynów. Głównym dowodem w rozprawie były ślady DNA Stevena pozostawione na miejscach zbrodni. 21 lutego 2008 roku sąd ogłosił Stevena Wrighta winnym wszystkich zbrodni i skazał go na dożywocie. 19 marca 2008 Wright odwołał się do sądu o złagodzenie kary.

## Inne zbrodnie
Steven Wright jest podejrzany o zamordowanie Suzy Lamplugh, z którą pracował na statku QE2 w latach 80. Suzy zaginęła w 1986 roku i prawnie została uznana za zmarłą w 1994 roku, jednak jej ciała nie odnaleziono do dziś. Policja o jej śmierć podejrzewa Stevena Wrighta. Wkrótce śledztwo w tej sprawie ma zostać wznowione.

## Ofiary Wrighta
| Lp. | Ofiara           | Wiek | Data                 |
| --- | ---------------- | ---- | -------------------- |
| 1.  | Gemma Adams      | 25   | 30 października 2006 |
| 2.  | Tania Nicol      | 19   | 15 listopada 2006    |
| 3.  | Anneli Alderton  | 24   | 3 grudnia 2006       |
| 4.  | Annette Nicholls | 29   | 4 grudnia 2006       |
| 5.  | Paula Clennell   | 24   | 10 grudnia 2006      |